# سوگاتاک (میشیگان)
سوگاتاک، میشیگان (به انگلیسی: Saugatuck, Michigan) یک شهر در ایالات متحده آمریکا با جمعیت ۹۲۵ نفر است که در میشیگان واقع شده‌است.

## موقعیت جغرافیایی
موقعیت جغرافیایی شهرها و مناطق اطراف به شرح زیر است: